# Fire Department (Computerspiel)
Fire Department (in Nordamerika Emergency Fire Response und Fire Chief in Großbritannien) ist ein Echtzeit-Taktikspiel, bei dem der Spieler Einheiten der Feuerwehr befehligt. Es wurde von Monte Cristo entwickelt und wurde 2003 von Frogster Interactive Pictures veröffentlicht.

## Spielprinzip
Das Spiel beinhaltet 10 Missionen, die insgesamt 34 geskriptete Ereignisse beinhalten. Löschfahrzeuge und Rettungswagen müssen durch die Straßen manövriert werden. Mittels Drehleiter können höher gelegene Balkone und Fenster erreicht werden. Türen können mit Äxten eingeschlagen werden. Opfer müssen beruhigt und in Sicherheit gebracht werden. Technisches Personal kann Gefahrenquellen wie Gasleitungen entschärfen. Die Missionsziele variieren, so muss etwa Beweismaterial bei einer Brandstiftung gesammelt werden oder Kundendaten aus einer Bank und ein Oldtimer aus einer brennenden Garage gerettet werden.

## Rezeption
Die Feuerwehrleute agieren unselbstständig. Das Micromanagement der Einheiten sei nervig. Eine Minimap fehle. Die Schwierigkeitsgrade stiegen sehr steil an. Das Gameplay sei nicht sonderlich abwechslungsreich, die Einsätze dafür jedoch umfangreich und das Tutorial lobenswert. Die 3D-Grafik sei in einer Playmobil-Optik gehalten. Das Spiel erinnere sehr stark an Emergency 2, verzichte dabei jedoch auf dessen Schwächen im Missionsdesign. Das Spiel sei wenig realistisch, vielmehr versuche es kurzweilige Missionen filmreif zu inszenieren, wobei die Missionsziele während des Einsatzes verändert werden. Die Steuerung sei unkompliziert. Die lebensrettende Alternative im Genre Echtzeit-Taktikspiel, das häufig zerstörende Thematiken besäße, sei gelungen. Das Spiel sei dramatisch, abwechslungsreich und fordernd. Die Situationen seien authentisch, die Aufträge interessant. Die Spannungskurve sorge stets für Motivation. Das Feuer sei optisch und physikalisch verblüffend realistisch dargestellt. Der Umfang sei hingegen niedrig, Logikfehler träten auf und die Fahrzeugsteuerung sei fummelig.